# Albert Müller (Ingenieur)
Albert Müller (* 2. Januar 1852 in Bregenz; † 5. November 1927 in Elbing, reformiert, heimatberechtigt in Kyburg) war ein Schweizer Maschinenbauingenieur.

## Leben
Albert Müller kam am 2. Januar 1852 in Bregenz als Sohn des Arztes Wilhelm Theodor Müller und der Rosalie geborene Schweizer zur Welt. Er besuchte zunächst die Lateinschule in Lindau sowie die Kantonsschule in St. Gallen. Anschliessend absolvierte er ein Maschinenbaustudium.
In der Folge war Müller für die  Gebrüder Sulzer in Winterthur sowie für  die Schweizerische-Industriegesellschaft in Neuhausen am Rheinfall tätig. Zwischen 1875 und 1925 zeichnete er hauptverantwortlich für die Konstruktion der Maschinen- und Kesselanlagen der von Ferdinand Schichau in Elbing, Pillau und Danzig gebauten Torpedoboote, Linien-, Schnell- und Frachtdampfer.
Zudem war Albert Müller an der Entwicklung der kompakten Dreifach-Expansions-Maschine, die sich durch hohe Leistung, geringen Kohleverbrauch und Platzbedarf auszeichnete, beteiligt.
Er war verheiratet mit Amalie, der Tochter des Friedrich Bähr. Albert Müller verstarb am 5. November 1927 zwei Monate vor Vollendung des 76. Lebensjahres in Elbing.

## Ehrung
- 1922: Verleihung des Ehrendoktorats der Technischen Hochschule Berlin.

## Weblink
- Peter Müller-Grieshaber: Müller, Albert. In: Historisches Lexikon der Schweiz.

| Personendaten    | Personendaten                   |
| ---------------- | ------------------------------- |
| NAME             | Müller, Albert                  |
| KURZBESCHREIBUNG | Schweizer Maschinenbauingenieur |
| GEBURTSDATUM     | 2. Januar 1852                  |
| GEBURTSORT       | Bregenz                         |
| STERBEDATUM      | 5. November 1927                |
| STERBEORT        | Elbing                          |